# Satu Mare
Satu Mare  (in ungherese Szatmárnémeti, in tedesco Sathmar) è un municipio della Romania di 91 520 abitanti, capoluogo dell'omonimo distretto, nella regione storica della Transilvania.
Fa parte dell'area amministrativa anche la località di Sătmărel.

## Società

### Evoluzione demografica
Gli ultimi dati di dettaglio disponibili, relativi al censimento 2002, indicano la presenza di una popolazione in maggioranza romena (58%) con una consistente presenza ungherese (39%) e minime presenze di rom, tedeschi e ucraini.

## Storia
La zona della città è stata abitata fin da tempi preistorici: sono state infatti ritrovate tracce di insediamenti umani risalenti all'Età della pietra e all'Età del ferro.
I documenti storici più antichi, risalenti ai primi dell'XI secolo, segnalano la presenza nell'area di Satu Mare di una fortezza: in particolare le cronache dette Gesta Hungarorum citano un Castrum Zotmar, posseduto dai Germani e conquistato nel 1006 dagli Ungheresi guidati dalla Regina Gisella di Baviera dopo tre giorni di assedio.
Dopo il 1543 la fortezza, all'epoca posseduta dalla famiglia Báthory, venne rinforzata con la costruzione di un ampio fossato; la stessa venne prima posta sotto assedio dagli Ottomani nel 1562 e successivamente distrutta dalle armate degli Asburgo, per venire poi ricostruita sotto la guida del comandante austriaco Lazarus von Schwendi, su progetto dell'architetto italiano Ottavio Baldigara.
Il XVIII secolo portò lo sviluppo economico della città: ricostruita dopo un devastante incendio avvenuto nel 1703, ottenne nel 1721 lo status di "città libera", il che le consentì di diventare un importante centro per gli scambi commerciali. La prosperità economica venne accompagnata dalla costruzione di importanti edifici e monumenti, tra cui il Palazzo municipale e numerose chiese. Nel 1804 Satu Mare divenne sede vescovile cattolica.
Dopo la prima guerra mondiale ed il disfacimento dell'Impero austro-ungarico, nel 1920 Satu Mare entrò a far parte della Romania, per tornare ad essere ungherese il 30 agosto 1940 a seguito del Secondo arbitrato di Vienna.

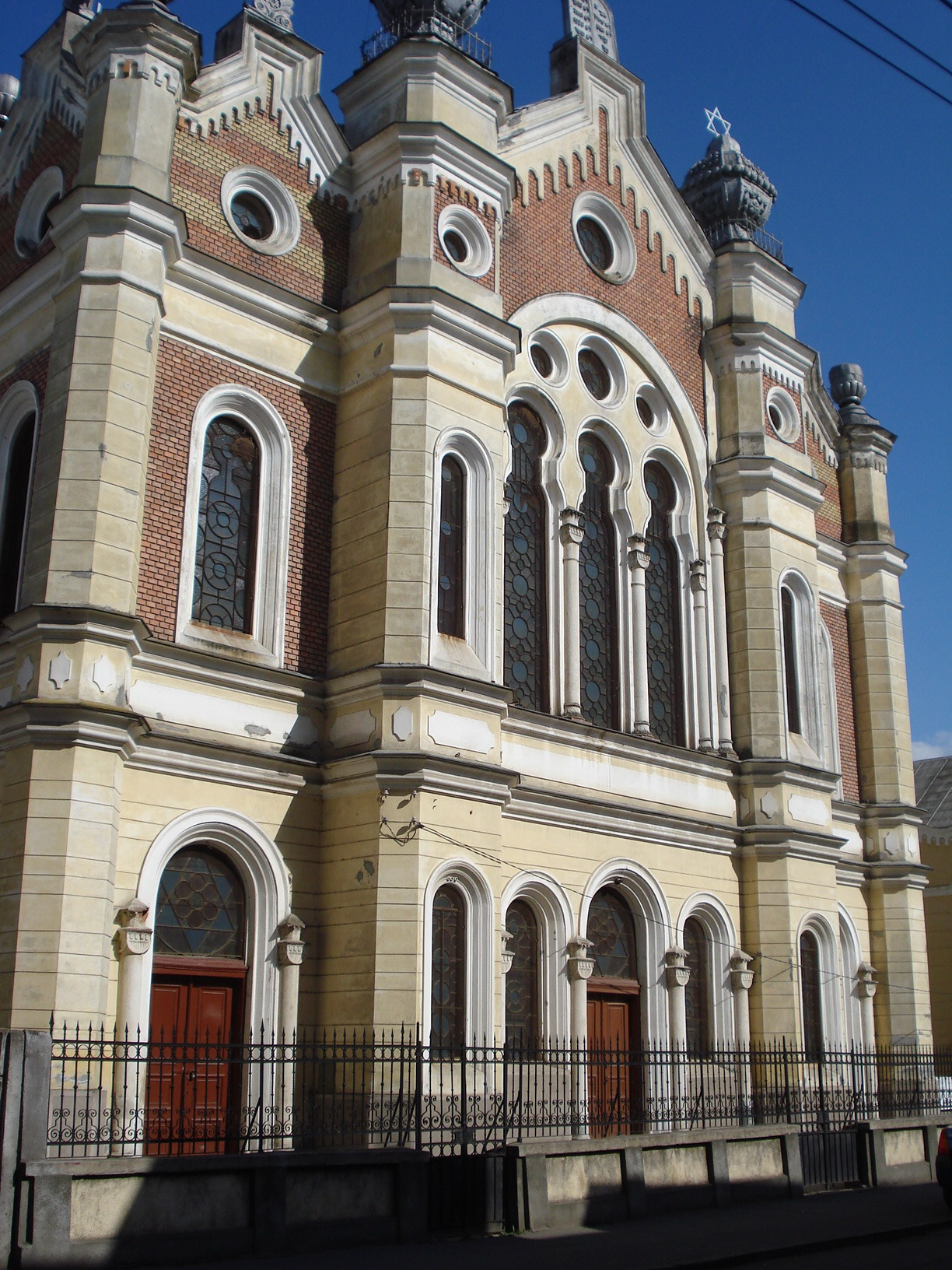
Il Tempio maggiore di Satu Mare.

Durante la seconda guerra mondiale, occupata dalle truppe naziste, l'area di Satu Mare fu teatro della persecuzione della numerosa comunità ebraica che vi risiedeva; in memoria delle vittime dell'Olocausto è stato eretto un monumento di fronte alla sinagoga della città.
La città venne riconquistata dall'esercito romeno appoggiato dall'Armata Rossa sovietica il 25 ottobre 1944.
Dopo la fine della guerra, la crescita della città fu molto lenta: nel 1950 Satu Mare aveva all'incirca la stessa popolazione del 1930 e fu solo negli anni settanta che il regime comunista spinse l'industrializzazione della città sulla spinta dell'opera di ricostruzione resa necessaria dell'alluvione che l'aveva gravemente danneggiata nel 1970.
Dopo la rivoluzione del 1989 e la caduta del regime comunista, Satu Mare ha conosciuto un periodo di crisi economica a causa della chiusura di numerose industrie, il che ha provocato una pesante emigrazione della popolazione, in particolare verso l'Europa occidentale. Negli ultimi anni emergono i segni di una certa ripresa, grazie anche a capitali stranieri ed alla sua posizione, molto vicino ai confini con l'Ungheria e l'Ucraina, che ne stanno facendo un importante mercato internazionale e sede di importanti aziende del settore dei trasporti e della logistica.

## Monumenti di rilievo

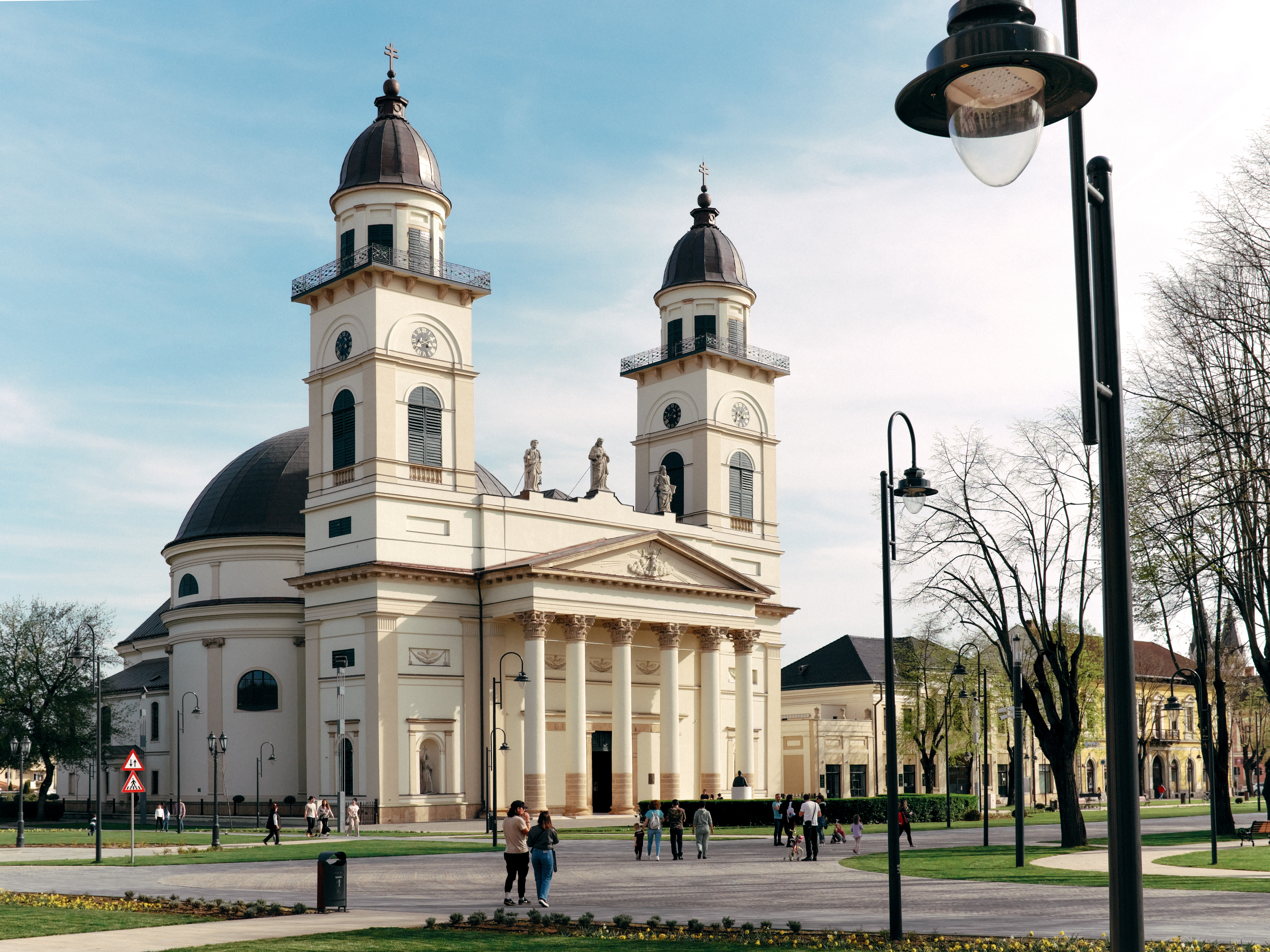
La Cattedrale cattolica

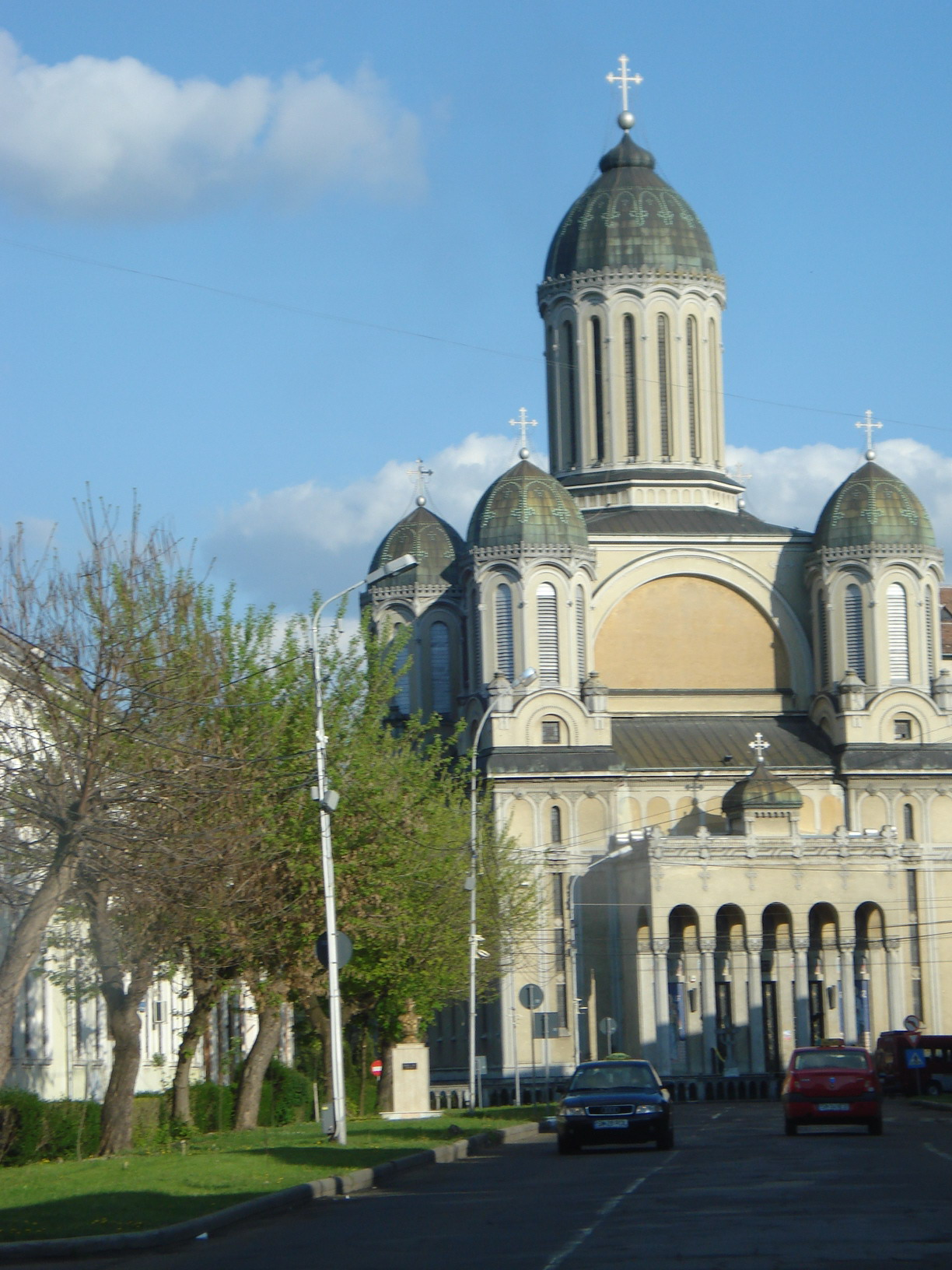
La Cattedrale ortodossa

Tra i monumenti più importanti della città, si segnalano:
- La Cattedrale cattolica dell'Ascensione di Nostro Signore, con la facciata decorata da diverse statue, con al centro quella di Gesù, accanto a quelle di San Pietro e San Paolo e alle estremità quelle dei due santi re d'Ungheria, Santo Stefano e San Ladislao.
- La sinagoga, costruita in stile moresco.
- Il tempio protestante, detto delle catene, costruito nel XVIII secolo
- La chiesa cattolica del Calvario, costruita nel 1844 sulle rovine della fortezza di Zotmar.
- La Cattedrale ortodossa dell'Assunzione di Maria, costruita nel 1932-37.
- La chiesa dei Santi Arcangeli Michele e Gabriele, costruita nei primi decenni del XX secolo sulle rovine dell'antica Cattedrale greco-cattolica, che era stata costruita attorno al 1800
- La Torre dei pompieri, torre di avvistamento per la prevenzione degli incendi, costruita nel 1904 dal vescovo romano cattolico Meszlényi Gyula, ed alta 45 m, oggi punto panoramico da cui si gode la vista sul centro della città.

## Infrastrutture e trasporti
Satu Mare è efficacemente collegata con le principali città in Romania e in Europa, sia via terra, grazie alla sua rete stradale e ferroviaria, che via aerea.
Data la sua posizione la città risulta essere un importante nodo stradale e ferroviario situato vicino ai confini con l'Ungheria e l'Ucraina. Satu Mare è collegata ad altre grandi città rumene grazie a grandi arterie stradali come la Strada europea E81, la E671 e la E58, e la Linea 400 delle Căile Ferate Române, l'operatore ferroviario nazionale.
La città è inoltre servita da una stazione aeroportuale, l'Aeroporto di Satu Mare, situata 14 km a sud dal centro cittadino. Dall'aeroporto è possibile raggiungere la capitale Bucarest grazie a voli di linea regionali operati dalla compagnia aerea Tarom con scalo all'Aeroporto di Bucarest-Henri Coandă.

## Amministrazione

### Gemellaggi
Satu Mare è gemellato con le seguenti città:
- Nyíregyháza
- Rzeszów
- Wolfenbüttel
- Zutphen

## Galleria d'immagini

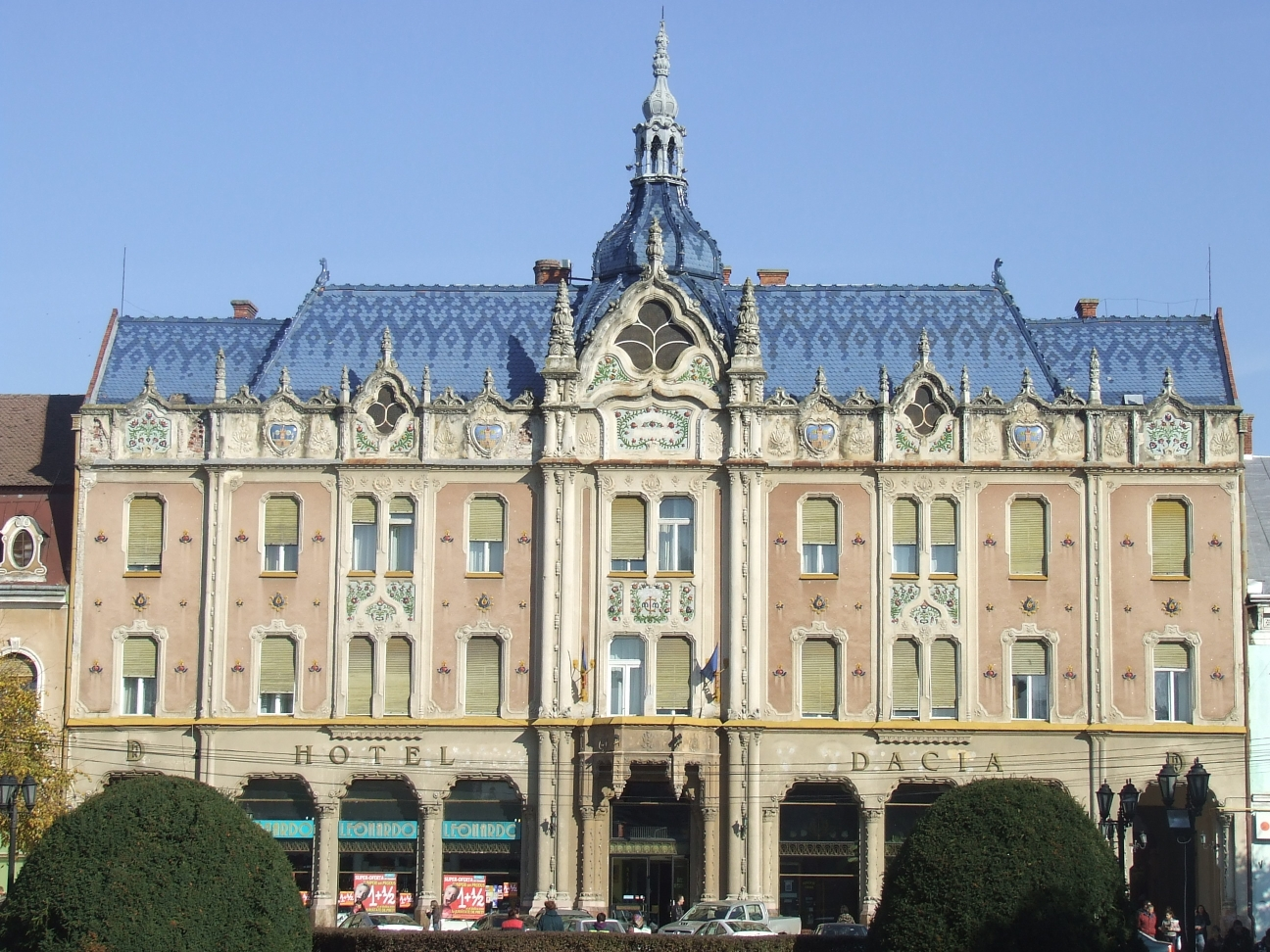
Lo storico Hotel Dacia
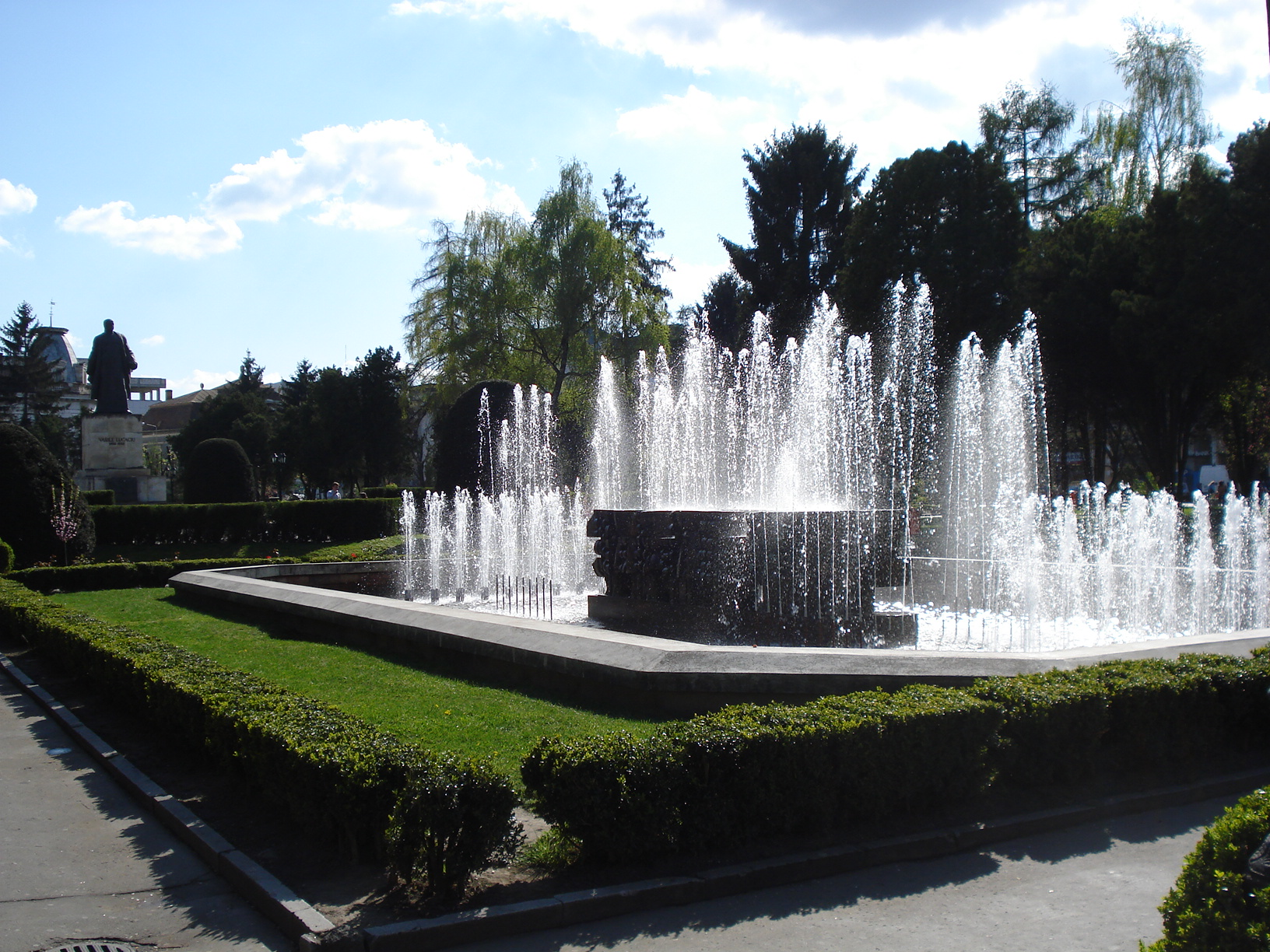
Il parco cittadino
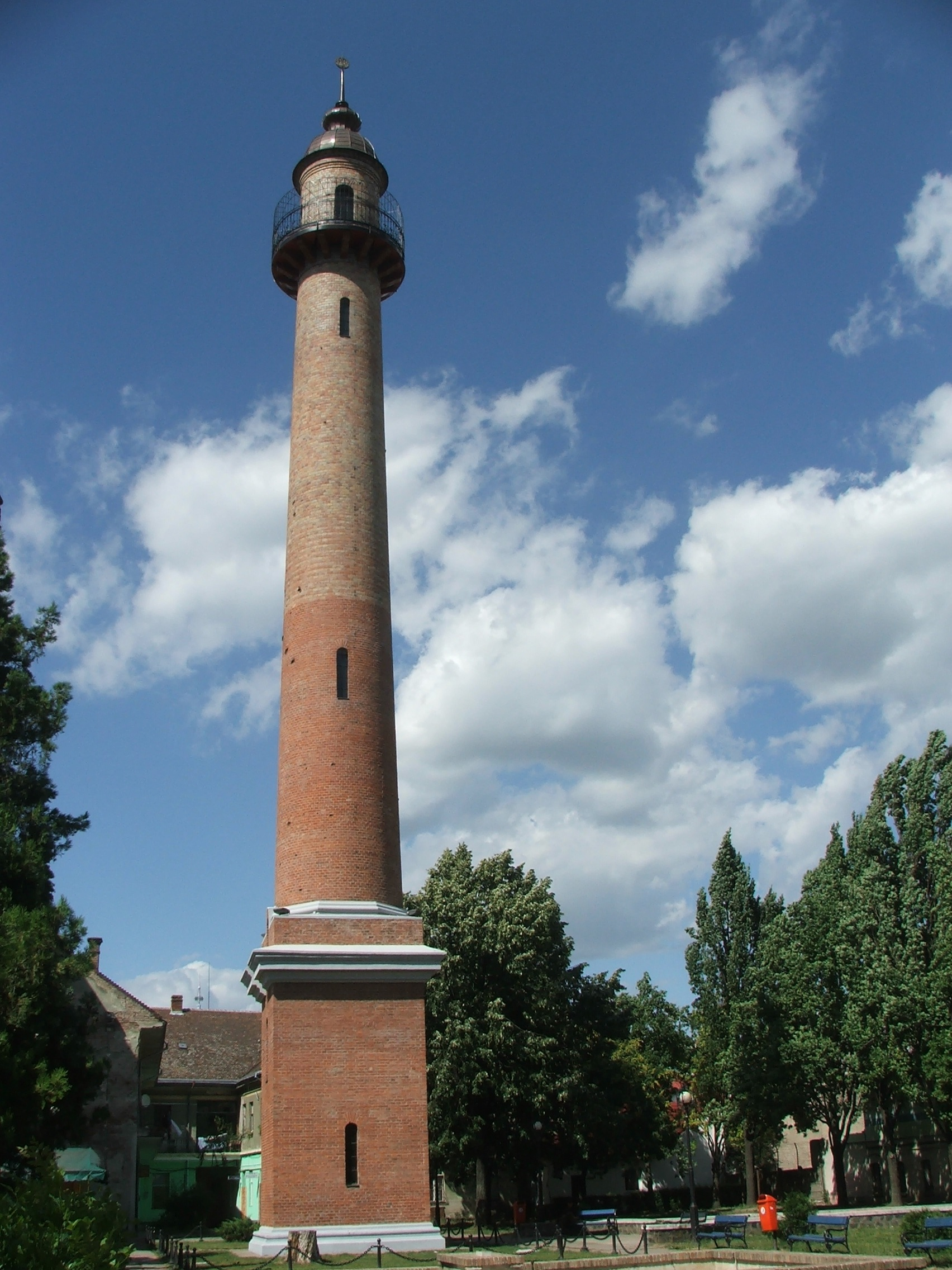
La torre dei pompieri della città
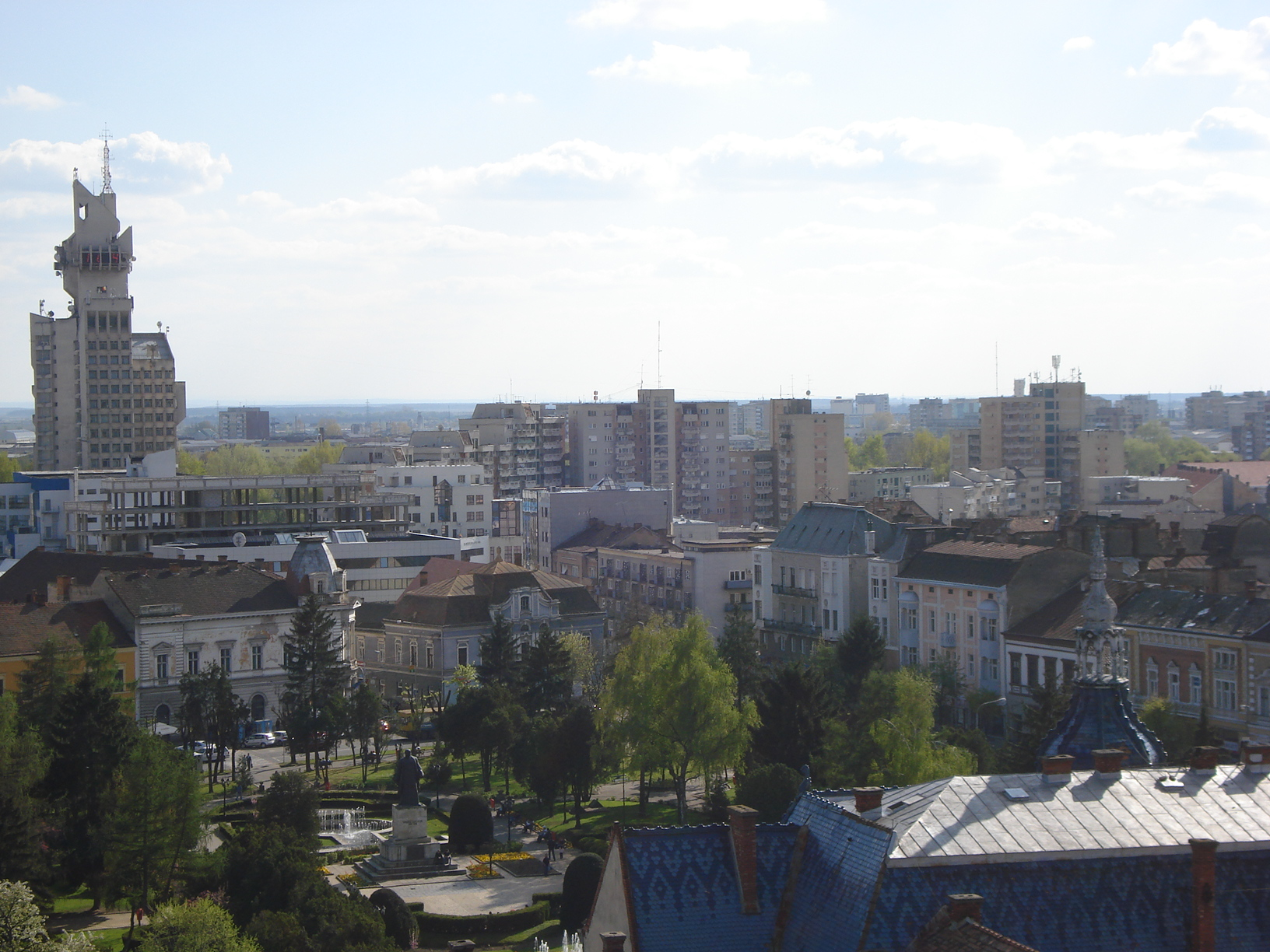
Panorama del centro
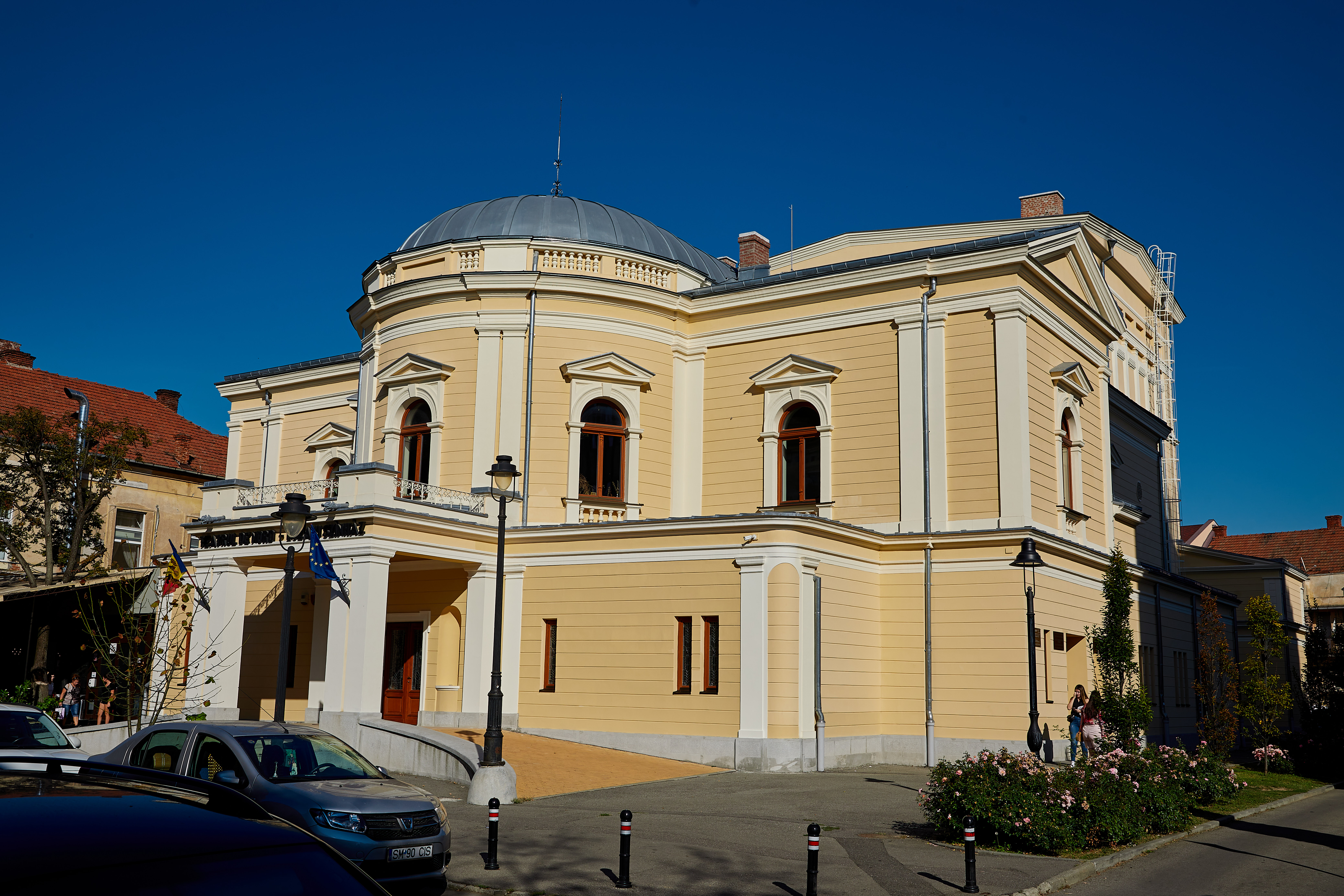
Il Teatro Nord
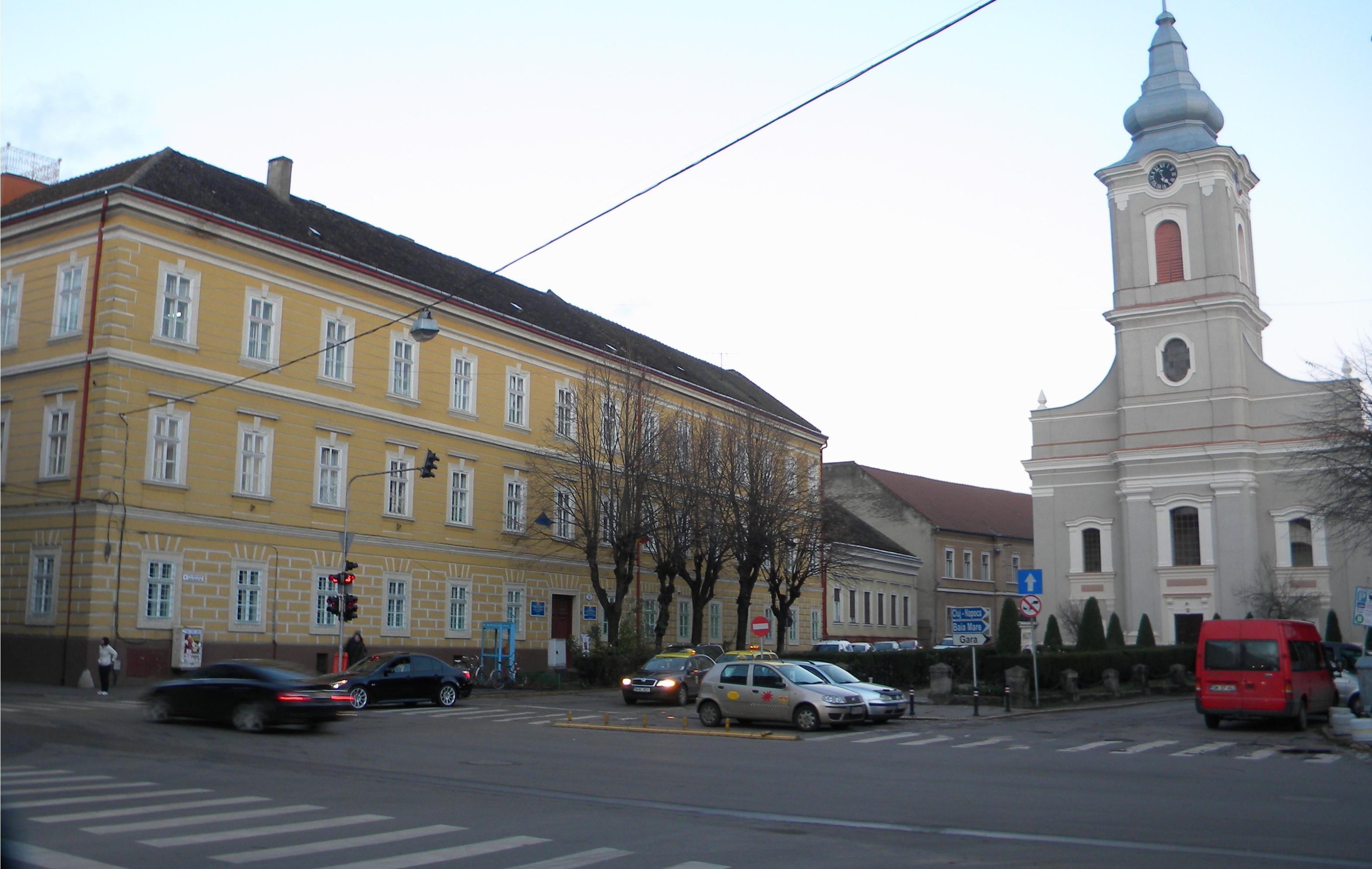
La chiesa riformata delle Catene e la scuola ginnasiale riformata
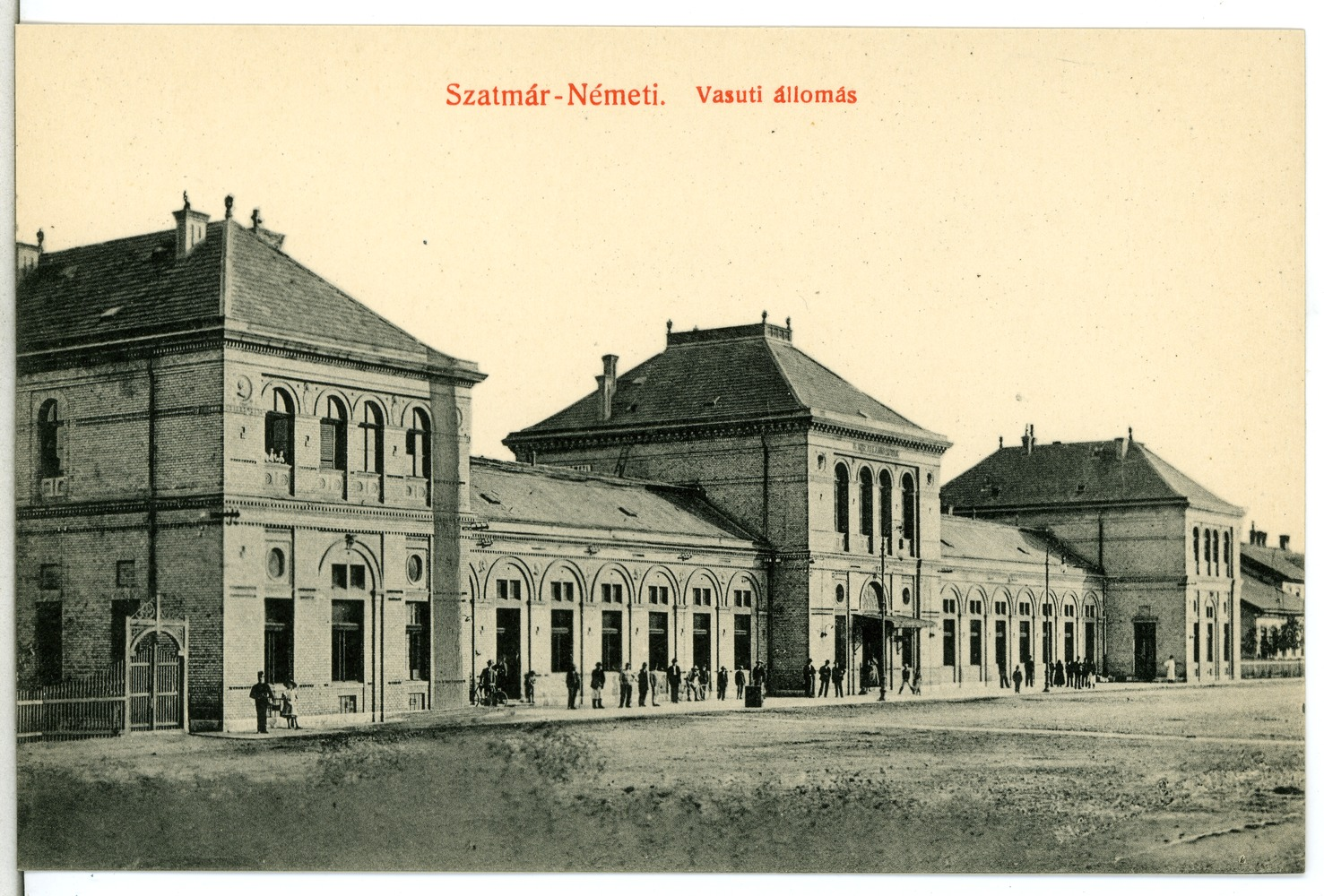
La stazione ferroviaria